# Хуан Пабло де Каррион
Хуан Пабло де Каррион (Каррион де лос Кондес, Паленсия, 1513 — ?) — испанский идальго, служил капитаном в испанском флоте.

## Биография
В 1543 году участвовал в экспедиции Руи Лопеса де Вильялобоса на Филиппины. Экспедиция была неудачной, и он был одним из немногих выживших. После экспедиции вернулся в Испанию, где служил казначеем архиепископа Толедо Хуана Мартинеса Кремнезея. В 1559 году женился на Марии Сальседо и Сотомайор.
В начале 1560 года, Луиса де Веласко, вице-короля Новой Испании, который также был родом из деревни Каррион-де-лос-Кондес, даёт поручение на верфи Барра-де-Навидад, где была сделана во время первой поездки Манильского галеона, объединившее в коммерческих целях Новой Испании с Филиппин, где и был построен каракка «Сан-Педро»—первое судно, которое направилось на Филиппины из Мексики. Он сотрудничал с Андресом де Урданетой в организации этой экспедиции, но в конечном итоге не путешествовал в ней из-за разногласий с ним.
Он поселился в Колиме, Новая Испания, а в 1566 году женился на Леоноре Суарес де Фигероа, за что был обвинён в двоежёнстве и иудаизме. Из-за этих обвинений его имущество было арестовано, и он отправился в Испанию, чтобы защитить себя от них. В 1573 году он обратился к Филиппу II с просьбой назначить его «адмиралом Южного и Китайского морей» в случае, если он найдёт проход между Китаем и Новой Испанией. Испанские владения намеревались распространиться на север, включая побережье Тихого океана до Аляски. Он утверждал, что некоторые космографы предупреждали, что этот проход действительно существует. Было ли ему предоставлено это разрешение, неизвестно, но в 1577 году он отправился на Филиппины в качестве «генерала Армады».
В 1582 году, в возрасте 69 лет, ему, как капитану, было поручено изгнать японских пиратов с острова Лусона (Филиппины). Бой он провёл успешно только с семью кораблями и 40 людьми в Кагаяне.